# بيناس فيكالاس
بيناس فيكالاس (بالليتوانية: Benas Veikalas)‏ مواليد 24 سبتمبر 1983 في الجمهورية الليتوانية السوفيتية الاشتراكية، هو لاعب كرة سلة ليتواني. بدأ مسيرته الاحترافية في سنة 2007. يلعب مع بي جي غوتنغن في الدوري الألماني لكرة السلة. يحمل الرقم 6. يبلغ طوله 6 قدم 4 بوصة (1.9 م).

## المسيرة الاحترافية
لعب مع نادي نفيجيس لكرة السلة من سنة 2007 إلى 2009، ثم لعب مع تليكوم باسكتس بون في الدوري الألماني من سنة 2011 إلى 2015، ثم لعب مع إس إس فليتشي سكاندون في الدوري الإيطالي في موسم 2015–2016، ثم لعب مع بي جي غوتنغن في الدوري الألماني في سنة 2016.

## روابط خارجية
- بيناس فيكالاس على موقع الدوري الأوروبي لكرة السلة (الإنجليزية)
- بيناس فيكالاس على موقع كرة السلة الأوروبية.كوم (الإنجليزية)
- بيناس فيكالاس على موقع ريلجم (الإنجليزية)
- بيناس فيكالاس على موقع بروبوليرز (الإنجليزية)
- بيناس فيكالاس على موقع سبورتس رفرنس (الإنجليزية)